# Finalloppet
Finalloppet är en terränglöpnings-tävling i Göteborg som arrangeras årligen av Göteborgs Skidklubb på Alla Helgons dag och hade 2012 rekordmånga 4631 anmälda löpare. Starten går vid Skatås motionscentral.
Tävlingen arrangerades för första gången 1968, då med 512 startande. Trots det nyckfulla höstvädret har tävlingen kunnat genomföras som planerat sedan dess. 2008 och 2009 var Finalloppet observationstävling inför Nordiska mästerskapen. 2012 startades Göteborgsklassikern där Finalloppet ingår som en av tre deltävlingar.
Tävlingen genomförde sitt 50:e raka arrangemang den 4 november 2017. En jubileumsbok som täcker de 50 arrangemangen utgavs under december 2017.

## Banor och klasser
| Namn               | Längd   | Klasser                                                                                |
| ------------------ | ------- | -------------------------------------------------------------------------------------- |
| Finalloppet 19 km  | 19 km   | Huvudbana för åldersklasser män och kvinnor t.o.m. 55 år                               |
| Finalloppet 10 km  | 10,0 km | Åldersklasser för män och kvinnor 60-80 år. Motionsklass herr resp dam, samt Gångklass |
| Finalloppet 5,3 km | 5,3 km  | P14, P16, F14, F16, motionsklass för båda könen                                        |
| Finalloppet 2,3 km | 2,3 km  | P10, P12, F10, F12                                                                     |
| Finalloppet 1,8 km | 1,8 km  | P8, F8                                                                                 |
| Parvelloppet       | 250 m   | Ingen tidtagning                                                                       |